# Herquett Rezső
Herquett Rezső, Herquet Rudolf (Budapest VI., 1884. május 8. – Budapest XII., 1948. június 17.) osztrák válogatott magyar labdarúgó, díszlettervező, építész.

## Életútja
1884. május 8-án született Budapest VI. kerületében a poroszországi Fuldából származó Herquet Frigyes kiskereskedő és a tiroli Toblachból származó Taschler Anna gyermekeként.
1904. június 2-án egy alkalommal szerepelt az osztrák válogatottban magyar kölcsönjátékosként, mivel az osztrák csapat csak tíz fővel tudott volna kiállni.
1925-ben az ő tervei szerint készült el a neobarokk stílusú Scitovszky-villa a Fillér utca és a Lorántffy Zsuzsanna út sarkán a II. kerületben Scitovszky Tibor (1875–1959) politikus, bankelnök és családja részére. A villa ma a mindenkori brit nagykövet rezidenciája.
Budapesten, 1948. június 17-én hunyt el 64 éves korában.Június 19-én a Farkasréti temetőben helyezték örök nyugalomra.

## Sikerei, díjai
- Magyar bajnokság
  - bajnok: 1904
  - 3.: 1903

## Statisztika

### Mérkőzése az osztrák válogatottban
| Ausztria | Ausztria        | Ausztria                   | Ausztria     | Ausztria | Ausztria | Ausztria   | Ausztria | Ausztria |
| #        | Dátum           | Helyszín                   | Hazai        | Eredmény | Vendég   | Kiírás     | Gólok    | Esemény  |
| -------- | --------------- | -------------------------- | ------------ | -------- | -------- | ---------- | -------- | -------- |
| 1.       | 1904. június 2. | Budapest, Millenáris-pálya | Magyarország | 3 – 0    | Ausztria | barátságos | -        |          |
|          | Összesen        |                            |              | 1        | mérkőzés |            | 0        | gól      |